# Cape Radstock
Cape Radstock är en udde i Australien. Den ligger i delstaten South Australia, omkring 440 kilometer nordväst om delstatshuvudstaden Adelaide.
Trakten är glest befolkad.